# فناء الروح في المسيحية
فناء الروح في المسيحية هو الإيمان المسيحي بأن الروح البشرية ليست خالدة بشكل طبيعي وقد يتضمن ذلك الإيمان بأن الروح «تنام» بعد الموت حتى قيام الجسد ويوم القيامة، وهي فترة تعرف بحالة متوسطة. عادة ما يستخدم تعبير «نوم الروح» بشكل ازدرائي، فاستخدم مصطلح «فناء الروح» الأكثر حيادًا أيضًا في القرن التاسع عشر، ومصطلح «فناء الروح في المسيحية» منذ السبعينيات من القرن العشرين.
تاريخيًا، استخدم أيضًا مصطلح سايكوبانيكيزم، على الرغم من مشكلات في اشتقاقه وتطبيقه. واستخدم أيضًا مصطلح ثنيتوبسيكيزم، على سبيل المثال، رأى جوردن كامبل (2008) بأن جون ميلتون كان يؤمن بالثنيتوبسيكيزم. 
تتعارض وجهة النظر هذه مع الإيمان المسيحي التقليدي بأن الأرواح الخالدة تذهب مباشرة إلى الجنة أو إلى النار أو تمر بتطهير (ولو أن التطهير هو معتقد يقتصر على الكاثوليكية فقط) بعد الموت. درست الشرطية المسيحية من قبل عدة لاهوتيين ومنظمات كنسية على مر التاريخ في حين واجهت أيضًا معارضة من جوانب من دين مسيحي منظم. أدانت الكنيسة الكاثوليكية تفكيرًا كهذا في مجمع لاتران الخامس على أنه «تأكيدات خاطئة». كان من بين مؤيدي هذا الإيمان مارتن لوثر الذي كان شخصية دينية تعود إلى القرن السادس عشر وشخصية القرن الثامن عشر هنري لايتون، من بين شخصيات أخرى.

## الاشتقاق والاصطلاح
نظرًا إلى أن تعبيري «نوم الروح» و«موت الروح» لا يذكران في الإنجيل أو في مواد تجديدية العماد الأولى، فثمة حاجة إلى تفسير لأصل المصطلح. إضافة إلى ذلك، طرحت عدة تعابير أخرى ترتبط بهذه النظرة. استخدم اللاهوتيون المعاصرون مصطلح «فناء الروح في المسيحية» وصياغات مرتبطة انطلاقًا من القرن الحادي والعشرين.

### نوم الروح
يظهر أن عبارة نوم الروح قد روج لها من قبل جون كالفين في العنوان الفرعي لمقالته اللاتينية سايكونيكيا (سايكوبانيكيا (المخطوطة)، أورليانز 1534، سايكوبانيكيا (طباعة) (باللاتينية) ستراسبورغ، 1542، سايكوبانيكيا (بالفرنسية) (طبعة ثانية)، جنيف 1558 [1545] سايكوبانيكيا، 1581). يأتي عنوان الكتيب من مصطلح سايك باللغة اليونانية (الروح، العقل) إضافة إلى بانيكيس (يقظة طوال الليل، وليمة طوال الليل)، وبذلك يمثل مصطلح سايكوبانيكيا، بجذره، نظرة كالفين بأن الروح واعية ونشطة بعد الموت.
العنوان والعنوان الفرعي للطبعة الأولى في ستراسبورغ في عام 1542: فيفيري أبود كريستوم نوندورميري أنيماس سانكتاس كي إن فيدي كريستي ديسيدونت. أسيرتيو. [أن الأرواح المقدسة لأولئك الذين يموتون على إيمانهم بالمسيح يعيشون مع المسيح ولا ينامون. تأكيد] (باللغة اللاتينية).
العنوان والعنوان الفرعي للطبعة اللاتينية الثانية لعام 1545: سايكوبانيكيا – كوا ريبيليتور كوروندام إمبيريتوروم إيرور كي أنيماس بوست مورتيم أوسك أد ألتيموم إيوديسيوم دورمير بيوتانت. [سايكوبانيكيا – أو نفي للخطأ الذي ارتكبه بعض الأشخاص غير الخبيرين الذين يتخيلون بجهل بأن الروح تنام في الفترة بين الموت ويوم القيامة] (باللغة اللاتينية).
كانت الترجمة الفرنسية لعام 1558 ترجمة للطبعة الثانية لعام 1545: سايكوبانيكيا – ترايتي بار ليكيل إي بروفيه كي ليز آم فيل إي فيف أبري كي إل سون سورتي دي كوغ، كونتر ليرور دو كلكو إغنوران كي بينس كي إل دورم جاسكي أو ديرنييه جوجيمن.

### مصطلحات أخرى
«سايكوبانيكيزم» - من الواضح أن سايكوبانيكيا في اللغة اللاتينية هي فعل دحض، نقيض، لفكرة أن الروح تنام. من المحتمل أن نسخة سايكوبانيكي –لا نوي أو لا سومي دو لام [سايكوبانيكيا- ليل أو نوم الروح] (بالفرنسية)، جنيف 1558، قد تسببت بتشوش بأن كالفين كان يعني ب بانيكيس نوم (باليونانية هيبنوس النوم، لا بانيكيس، اليقظة). ترجم العنوان الفرعي لا سومي دو لام (بالفرنسية) إلى سيلينشلاف [نوم الروح] (باللغة الألمانية). ظهرت المقالة للمرة الأولى باللغة الإنجليزية بعنوان مقالة ممتازة لخلود الروح، ترجمة ستوكر تي لندن، 1581.
لم يظهر استخدام لوثر للغة مماثلة (ولكن هذه المرة دفاعًا عن وجهة النظر هذه) في الكتابة إلا بعد عدة سنوات بعد كالفين:
إذن تدخل الروح بعد الموت إلى غرفتها وسلامها، ولا تشعر بنومها
قصص في سفر التكوين [تعليق على سفر التكوين] (باللغة اللاتينية)، 1535 – 1545
كان مصطلح «هيبنوسايكيزم»، مشتق من هيبنو + سايك («نوم الروح»)، صياغة لاتينية أكثر دقة من صياغة كالفين. شجب إيوستراتيوس من القسطنطينية (بعد عام 582) فناء الروح بوصفها هرطقة مستخدمًا هذا المصطلح.
«ثنيتوبسايكيزم» - كان مصطلح ثنيتوبسايكيزم مصطلحًا معاكسًا محتملًا (من اليونانية ثنيتوس [فان] + سايك[الروح، العقل]). تعود أصول المصطلح إلى أوصاف يوسابيوس القيصري ويوحنا الدمشقي لوجهة نظر فناء الروح بين المسيحيين العرب، في العقد الأول من القرن السادس عشر طبق هذا المصطلح أيضًا على وجهات نظر تيندال ولوثر وآخرين يتبنون وجهة نظر فناء الروح، من الوعي بأن مصطلح كالفين سايكوبانيكيا كان يصف بالأصل إيمانه هو، لا من إيمانه بأن كان يصف خطًا. ويستخدم المصطلح أيضًا عن وجهة نظر من يتبنون تجديدية العماد. وجهة نظرهم هي أن الروح تموت، والجسد يعود إلى الحياة عند قيامة الموتى، أو أن الروح غير منفصلة عن الجسد، ولذلك ليس ثمة «نفس» روحية تنجو من الموت الجسدي. في كلتا الحالتين، لا يبدأ المتوفى بالتمتع بالمكافآت أو بالمعاناة من العقاب قبل يوم القيامة.

## محاججات تتعلق بفناء الروح
تاريخيًا، طرح المسيحيون الذي تبنوا فناء الروح محاججات لاهوتية واصطلاحية وعلمية دعمًا لموقفهم.

### محاججات لاهوتية
يستخدم بعض المسيحيين آيات من الإنجيل مثل سفر الجامعة 9:5 والمزامير 6:5 و115:17 و 146:3,4 ويوحنا 11: 11-14 للمحاججة دعمًا لنوم الروح. طرحت المحاججات اللاهوتية التي تزعم بأن الوجود الدائم للروح لم يذكر في الإنجيل من قبل مؤيدين لفناء الروح مثل فرانسيس بلاكبيرن وجوزيف بريستلي وسامويل بورن. طرح مؤيدون لفناء الروح مثل ريتشارد أوفرتون مزيجًا من محاججات لاهوتية وفلسفية تؤيد نوم الروح. وكذلك استخدم توماس هوبز بشكل واسع محاججات لاهوتية. رأى بعض مؤيدي فناء الروح في إيمانهم عودة إلى التعاليم المسيحية الأصلية. استخدمت محاججات مؤيدي فناء الروح اللاهوتية أيضًا لمعارضة المذهب الكاثوليكي في التطهير وقداسات للموتى.
يذكر تقرير التحالف الإنجيلي البريطاني أن المذهب «رؤية إنجيلية لأقلية هامة» مرت «بتطور ضمن الإنجيلية في السنوات الأخيرة». على الرغم من أن البعض حاول في العصور الحديثة إدخال مفهوم نوم الروح ضمن الفكر الأرثوذوكسي حول الحياة بعد الموت، لم يكن المفهوم جزءًا من التعاليم الأرثوذوكسية التقليدية، حتى أنه يناقض الفهم الأرثوذوكسي لشفاعة القديسين.
يشير مؤيدو فناء الروح إلى سفر التكوين 2 وسفر الرؤيا 22 حيث تذكر شجرة الحياة. وثمة محاججات تفيد بأن هذه الفقرات، إضافة إلى سفر التكوين 3:22-24، تقول بأن البشر سيموتون بطبيعة الحال دون اتصال دائم بقوة الله المانحة للحياة.
كقاعدة عامة، يتماشى نوم الروح مع مذهب الهلاك، أي الإيمان بأن أرواح الأشرار ستهلك في نار وادي هنوم (عادة ما يترجم «النار»، لا سيما من قبل غير الشرطيين وغير الكونيين) لا أنها ستعاني من عذاب أبدي. إلا أن الفكرتين غير متطابقتين تمامًا، إذ إنه من ناحية المبدأ قد يهلك الله روحًا كانت قد خلقت خالدة في السابق. وفي حين يشدد مذهب الهلاك على التدمير النشط لشخص، يشدد نوم الروح على اعتماد الشخص على الله من أجل الحياة، وبذلك يكون فناء الشخص نتيجة سلبية للانفصال عن الله، تمامًا كما أن الموت الطبيعي نتيجة للانفصال المطول عن الغذاء والماء والهواء.
عادة ما حاجج الكتاب المؤيدون لفناء الروح، مثل توماس هوبز في اللفياثان، أن جذور مذهب الخلود الطبيعي (أو الفطري) لا تعود إلى الفكري العبري كما طرح في الإنجيل، بل إلى تأثير وثني، ولا سيما الفلسفة اليونانية وتعاليم أفلاطون، أو التقليد المسيحي. أشار أسقف دورهام نيكولاس رايت إلى أن تيموثاوس 1 6:15-16 يقدم تعاليم بأن «الله... وحده خالد» في حين يقول تيموثاوس 2 10:1 أن الخلود يأتي إلى البشر فقط كنعمة من خلال الإنجيل. الخلود مسألة ينبغي السعي وراءها (الرسالة إلى أهل روما 7:2)، وبذلك ليس ملازمًا للبشرية كلها.
قد تزعم هذه الجماعات أن مذهب نوم الروح يوفق بين تقليدين إنجيليين متناقضين ظاهريًا: المفهوم العبري القديم أن البشر فانون وليس لهم وجود ذو معنى بعد الموت، والإيمان المسيحي واليهودي اللاحق بقيامة الموتى والخلود الشخصي بعد يوم القيامة.

### محاججات اصطلاحية
في أواخر القرن الثامن عشر، عبر الاصطلاح والقواعد العبرية المعيارية لجون باركورست عن النظرة بأنه ليس ثمة دعم اصطلاحي للترجمة التقليدية لكلمة نيفيش العبرية كإشارة إلى الروح الخالدة. استخدم مؤيدو فناء الروح في القرن التاسع عشر محاججات اصطلاحية لإنكار المذاهب التقليدية للنار وللروح الخالدة.